# Itea macrophylla
Itea macrophylla là một loài thực vật có hoa trong họ Iteaceae. Loài này được Wall. miêu tả khoa học đầu tiên năm 1824.